# 프랑코 안드리야셰비치
프랑코 안드리야셰비치(Franko Andrijašević, 1991년 6월 22일 ~ )는 크로아티아의 축구 선수로 현재 중국 슈퍼 리그의 저장 프로에서 미드필더로 뛰고 있으며 크로아티아 축구 국가대표팀 출신이다.